# Vladimír Coufal
Vladimír Coufal (* 22. srpna 1992 Ludgeřovice) je český profesionální fotbalista, který hraje na pozici pravého obránce za německý klub TSG 1899 Hoffenheim a za český národní tým
Jeho fotbalovým vzorem je španělský reprezentant Sergio Ramos.

## Klubová kariéra
Coufal je ostravským odchovancem. V dospělém fotbale debutoval v létě 2010 v dresu druholigového Hlučína. Začátkem roku 2012 odešel na půlroční hostování do SFC Opava.

### Slovan Liberec
V létě 2012 byl na testech v klubu AC Sparta Praha, která hledala náhradu za Ondřeje Kušníra, který odešel do Liberce. Nakonec však Coufal skončil právě ve Slovanu Liberec, s nímž v září 2012 podepsal víceletou smlouvu (uzavření smlouvy se od léta opozdilo, neboť si hráč v přípravném zápase juniorky přivodil zranění, zlomeninu čéšky). V Gambrinus lize debutoval 23. listopadu 2012, kdy v utkání proti Dukle Praha (prohra 0:3) střídal v 86. minutě Michaela Rabušice.
S Libercem si zahrál ve skupinové fázi Evropské ligy 2013/14 (kde se tým střetl se španělskou Sevillou, německým Freiburgem a portugalským Estorilem). S týmem zažil vyřazení v šestnáctifinále proti nizozemskému AZ Alkmaar.
Liberec obsadil v Gambrinus lize pohárovou příčku a následující sezonu se Coufal představil v Evropské lize UEFA 2014/15.
Dne 1. října 2015 rozhodl vítězným gólem na konečných 1:0 o výhře Liberce nad doma hrajícím favorizovaným francouzským týmem Olympique Marseille v základní skupině Evropské ligy 2015/16. Experti UEFA jej zařadili do nejlepší jedenáctky kola.
Hrál i v Evropské lize UEFA 2016/17, kde se dokázal v předkolech střelecky prosadit; s Libercem postoupil až do základní skupiny, kde patřil ke klíčovým hráčům. V únoru 2017 prodloužil Coufal, už jako kapitán mužstva, svou smlouvu s Libercem až do léta 2020. Za své výkony v sezóně 2016/17 byl odměněn povoláním do české reprezentace.
Coufal zůstal v Liberci i po odchodu trenéra Jindřicha Trpišovského do Slavie v únoru 2018. I pod novým trenérem Davidem Holoubkem si udržel kapitánskou pásku a do konce sezóny patřil k nejdůležitějším hráčům týmu.

### Slavia Praha
V červnu 2018 přestoupil do SK Slavia Praha a podepsal v Edenu smlouvu na tři roky. Pod známým trenérem Trpišovským se rychle etabloval jako člen základní sestavy. Se Slavií došel až do čtvrtfinále Evropské ligy, ve vyřazovací fázi přešli přes Genk a španělskou Sevillu. Na konci své první sezóny slavil se Slavií mistrovský titul.
V sezóně 2019/20 si zahrál ve skupinové fázi Ligy mistrů proti Interu Milán, Barceloně a Dortmundu, svými stabilními výkony na sebe upozornil a stal se předmětem přestupových spekulací. I přes nabídky ze zahraničí se rozhodl v lednu v týmu českého mistra zůstat a v sezóně 2019/20 s ní dokázal obhájit ligový titul.
V létě 2020 prodloužil svou smlouvu se Slavií až do června 2024. Po vyřazení v předkole Ligy mistrů proti dánskému Midtjyllandu se v září 2020 rozhodl přijmout nabídku anglického West Hamu.

### West Ham United
Dne 2. října 2020 přestoupil za 6 milionů euro do anglického West Hamu United, kde se sešel se svým bývalým spoluhráčem ze Slavie Tomášem Součkem. V anglické Premier League debutoval 4. října, kdy odehrál celé utkání proti Leicesteru City. V týmu Davida Moyese se stal stabilním členem základní sestavy, ze které vystrnadil Ryana Frederickse a mladého Bena Johnsona. Ve své první sezóně v Anglii nastoupil do 36 soutěžních utkání a pomohl West Hamu k postupu do pohárové Evropy. Mnohými experty byl zařazen do ideální sestavy Premier League. Coufal byl také vyhlášen nejlepší posilou West Hamu v sezóně.
V sezóně 2021/22 patřil Coufal ke klíčovým hráčům West Hamu, v únoru ale kvůli operaci třísla ze sestavy vypadl. S West Hamem došel až do semifinále Evropské ligy, kde vypadli s německým Frankfurtem, a napodobil úspěšnou sezónu i na ligové scéně a West Ham si zajistil účast v Konferenční lize v následující sezóně.
Ve své třetí sezóně v Anglii se dokázal vrátit zpátky do stabilní základní sestavy celku Davida Moyese. V anglické Premier League chyběl jen několikrát kvůli drobným zraněním, s West Hamem ale skončili po dvou úspěšných sezónách až na 14. příčce. Dařilo se jim naopak v pohárové Evropě, kde došli až do finále Konferenční ligy. Ve finálovém utkání proti Fiorentině, které se hrálo v pražském Edenu, odehrál Coufal plný počet minut a svým výkonem pomohl k výhře 2:1 a k zisku evropské trofeje.
Dne 8. října 2023 vedl Coufal West Ham poprvé jako kapitán, v duelu osmého kola Premier League dovedl tým k remíze 2:2 s Newcastlem United. V utkání asistoval na branku Mohammeda Kuduse a svou 18. asistencí v anglické nejvyšší soutěži překonal Tomáše Rosického.
TSG 1899 Hoffenheim
7.srpna po vypršení smlouvy ve West Hamu United podepsal roční smlouvu s bundesligovým TSG 1899 Hoffenheim, kde se setká se spoluhráči z národního týmu Adamem Hložkem a Robinem Hranáčem

## Reprezentační kariéra
Vladimír Coufal odehrál v roce 2014 dva zápasy v dresu české reprezentace U21.
V A-mužstvu České republiky debutoval pod trenérem Karlem Jarolímem 11. listopadu 2017 v přátelském zápase v Dauhá proti domácí reprezentaci Kataru (výhra 1:0).
V roce 2021 se Coufal stal stabilním členem základní sestavy české reprezentace a byl nominován i na závěrečný turnaj EURO 2020. Na turnaji odehrál všech pět zápasů a připsal si dvě asistence, nejprve v zápase základní skupiny proti Skotsku nahrál na úvodní branku Patrika Schicka a ve čtvrtfinále asistoval Schickovi v utkání proti Dánsku, které však skončilo prohrou českého výběru 1:2.
V listopadu 2023 byl Coufal společně s obráncem Jakubem Brabcem a útočníkem Janem Kuchtou vyřazen z reprezentačního srazu. Důvodem bylo zásadní porušení interních pravidel před závěrečným zápasem kvalifikační skupiny o postup na mistrovství Evropy proti Moldavsku v Olomouci. Národní tým i přes absenci trojice hráčů utkání zvládl a po triumfu 3:0 si zajistil účast na závěrečném turnaji v Německu. Coufal se po zápase veřejně za své chování omluvil.

## Statistiky

### Klubové
K zápasu odehranému 10. května 2025
| Klub           | Sezóna  | Liga                 | Liga   | Liga | Pohár  | Pohár | Evropské poháry | Evropské poháry | Ostatní | Ostatní | Celkem | Celkem |
| Klub           | Sezóna  | Liga                 | Zápasy | Góly | Zápasy | Góly  | Zápasy          | Góly            | Zápasy  | Góly    | Zápasy | Góly   |
| -------------- | ------- | -------------------- | ------ | ---- | ------ | ----- | --------------- | --------------- | ------- | ------- | ------ | ------ |
| Hlučín         | 2010/11 | Fortuna národní liga | 14     | 0    | 0      | 0     | —               | —               | —       | —       | 14     | 0      |
| Opava (host.)  | 2011/12 | Fortuna národní liga | 13     | 1    | 0      | 0     | —               | —               | —       | —       | 13     | 1      |
| Slovan Liberec | 2012/13 | Fortuna liga         | 10     | 0    | 1      | 0     | —               | —               | —       | —       | 11     | 0      |
| Slovan Liberec | 2013/14 | Fortuna liga         | 21     | 0    | 1      | 0     | 4               | 0               | —       | —       | 26     | 0      |
| Slovan Liberec | 2014/15 | Fortuna liga         | 13     | 0    | 3      | 0     | 3               | 0               | —       | —       | 19     | 0      |
| Slovan Liberec | 2015/16 | Fortuna liga         | 27     | 1    | 4      | 0     | 10              | 0               | 1       | 0       | 42     | 2      |
| Slovan Liberec | 2016/17 | Fortuna liga         | 17     | 0    | 0      | 0     | 10              | 2               | —       | —       | 27     | 2      |
| Slovan Liberec | 2017/18 | Fortuna liga         | 30     | 2    | 3      | 0     | —               | —               | —       | —       | 33     | 2      |
| Slovan Liberec | Celkem  | Celkem               | 118    | 3    | 12     | 0     | 27              | 2               | 1       | 0       | 158    | 6      |
| Slavia Praha   | 2018/19 | Fortuna liga         | 28     | 3    | 0      | 0     | 11              | 1               | —       | —       | 39     | 4      |
| Slavia Praha   | 2019/20 | Fortuna liga         | 32     | 3    | 1      | 0     | 8               | 0               | 1       | 0       | 42     | 3      |
| Slavia Praha   | 2020/21 | Fortuna liga         | 5      | 0    | 0      | 0     | 2               | 0               | —       | —       | 7      | 0      |
| Slavia Praha   | Celkem  | Celkem               | 65     | 6    | 1      | 0     | 21              | 1               | 1       | 0       | 88     | 7      |
| West Ham       | 2020/21 | Premier League       | 34     | 0    | 2      | 0     | —               | —               | —       | —       | 36     | 0      |
| West Ham       | 2021/22 | Premier League       | 28     | 0    | 2      | 0     | 4               | 0               | —       | —       | 34     | 0      |
| West Ham       | 2022/23 | Premier League       | 27     | 0    | 1      | 0     | 10              | 0               | —       | —       | 38     | 0      |
| West Ham       | 2023/24 | Premier League       | 36     | 0    | 4      | 0     | 7               | 0               | —       | —       | 47     | 0      |
| West Ham       | 2024/25 | Premier League       | 19     | 0    | 3      | 0     | 0               | 0               | —       | —       | 22     | 0      |
| West Ham       | Celkem  | Celkem               | 144    | 0    | 12     | 0     | 21              | 0               | —       | —       | 177    | 0      |
| Celkem         | Celkem  | Celkem               | 354    | 10   | 25     | 0     | 69              | 4               | 2       | 0       | 423    | 14     |

### Reprezentační zápasy a góly
Zápasy Vladimíra Coufala v A-mužstvu české reprezentace 
| Rok                 | Zápasy | Góly |
| ------------------- | ------ | ---- |
| 2017                | 1      | 0    |
| 2018                | 2      | 0    |
| 2019                | 4      | 0    |
| 2020                | 5      | 1    |
| 2021                | 14     | 0    |
| 2022                | 8      | 0    |
| 2023                | 6      | 0    |
| 2024                | 11     | 0    |
| 2025                | 2      | 0    |
| Celkem              | 53     | 1    |
| Platí k 10. 5. 2025 |        |      |

#### Reprezentační góly
| Gól | Datum        | Místo                               | Soupeř    | Skóre | Výsledek | Soutěž                   |
| --- | ------------ | ----------------------------------- | --------- | ----- | -------- | ------------------------ |
| 1.  | 4. září 2020 | Tehelné pole, Bratislava, Slovensko | Slovensko | 1:0   | 3:1      | Liga národů UEFA 2020/21 |